# NGC 2307
NGC 2307 ist eine Balken-Spiralgalaxie vom Hubble-Typ SBb im Sternbild Fliegender Fisch am Südsternhimmel. Sie ist schätzungsweise 194 Millionen Lichtjahre von der Milchstraße entfernt.
Das Objekt wurde am 30. November 1834 von John Herschel entdeckt.